# Growing growing
growing growingは、かつてよしもとクリエイティブ・エージェンシーに所属していた男女お笑いコンビ。2015年解散。
東京NSC14期生だが、それ以前にはよしもとNSCジュニアコースにも通っていた。

## メンバー
鈴木 公美子（すずき くみこ、1990年6月21日 - ）
- 神奈川県出身。O型。
- 作画担当。
- 解散後は、東京NSC20期生のジョン・スミスとコンビ「コバルトイエロー」として活動[1]。
- その後、東京NSC17期生のあべじゅりあ（元ほっとライス）とコンビ「ブルーアンカー」として活動した[2]。
- 現在はピン芸人「くみねぇ」として活動中。

本橋 朋也（もとはし ともや、1990年3月15日 - ）
- 茨城県出身。O型。
- 脚本担当。
- 2013年頃に結婚。
- 引退後、現在は郵便配達員。

## 略歴
よしもとNSCジュニアコースで出会い、結成。
2015年5月頃、本橋の結婚引退により解散。

## 芸風
プリップを使った紙芝居を中心に行う。「桃太郎の主人公が女の子だったら」「マッチ売りの少女が超絶美人だったら」など昔話に登場する人物のキャラクターデザインを大幅に変更し、それに伴ってストーリーが変わるという内容。

## 出演
- よしもとNSCジュニアライブ
- よしもとお笑いライブ～こわっぱ～
- オクセンマン
- 渋谷シアターD
- よしもと無限大ホール
- よしもとプリンスシアター「未来サイボーグVS七人の妖怪」
- 神保町花月「ボクノカラダ」
- QVCマリンフィールド「ロッテカーペット」